# Arua (stad)
Arua is een stad in het noordwesten van Oeganda vlak bij de grens met Congo. Het had anno 2005 ongeveer 56.000 inwoners en is de hoofdstad van het district Arua. Het is bekend geworden vanwege de grote vluchtelingenkampen die gevuld zijn met mensen uit Soedan en Congo.
De stad heeft een klein vliegveld met dagelijkse vluchten naar Entebbe en een grotendeels verharde weg richting de hoofdstad Kampala.
Een meerderheid van de bevolking is er rooms-katholiek. Sinds 1958 is Arua de zetel van een rooms-katholiek bisdom.

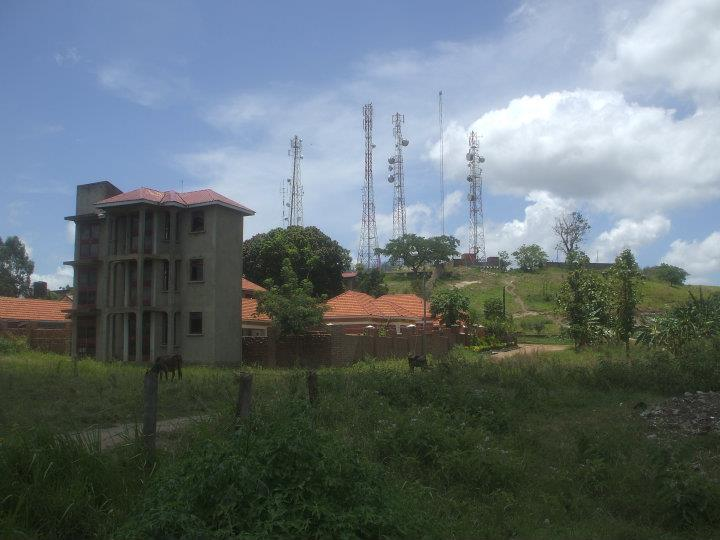
Arua Hill
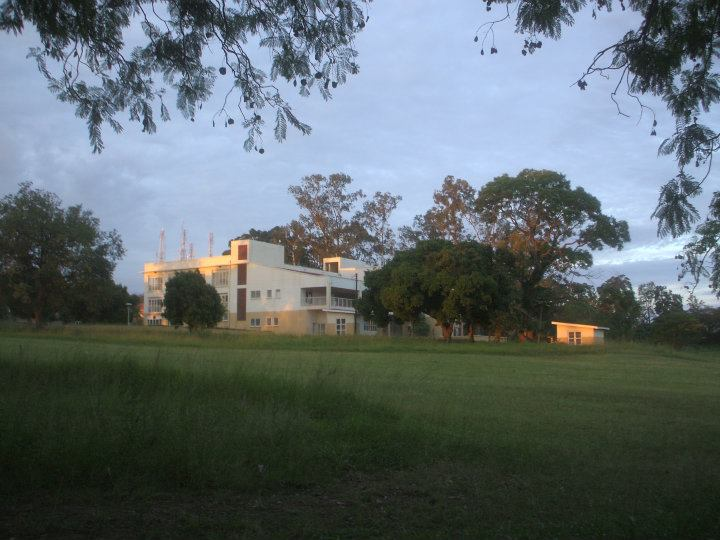
Golfclub
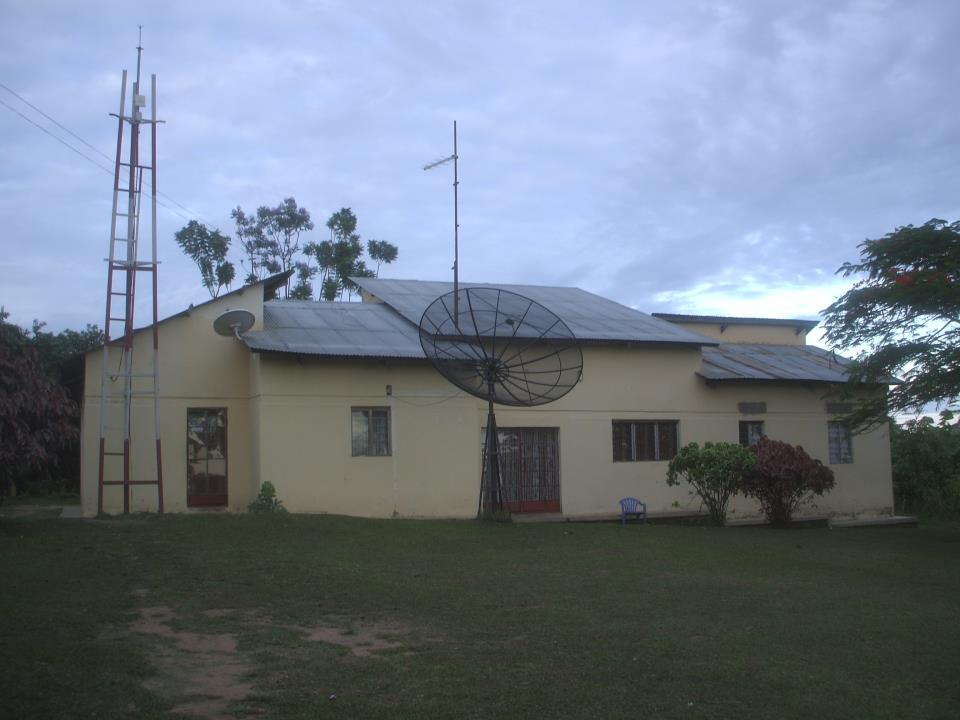
Televisiestation
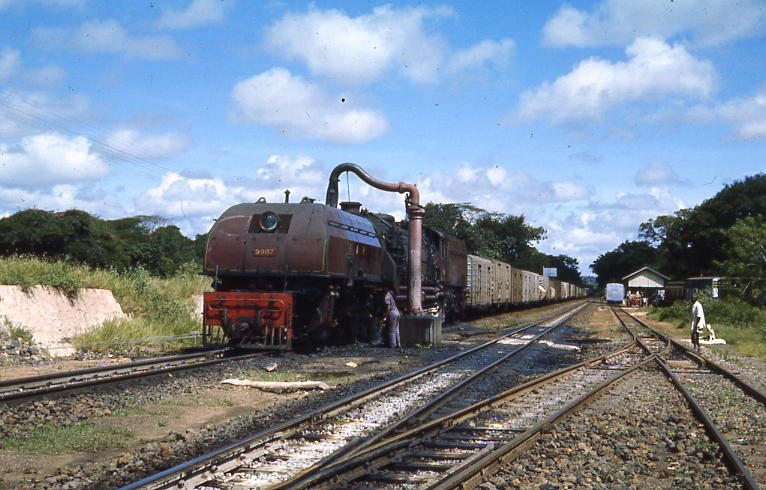
Spoorweg
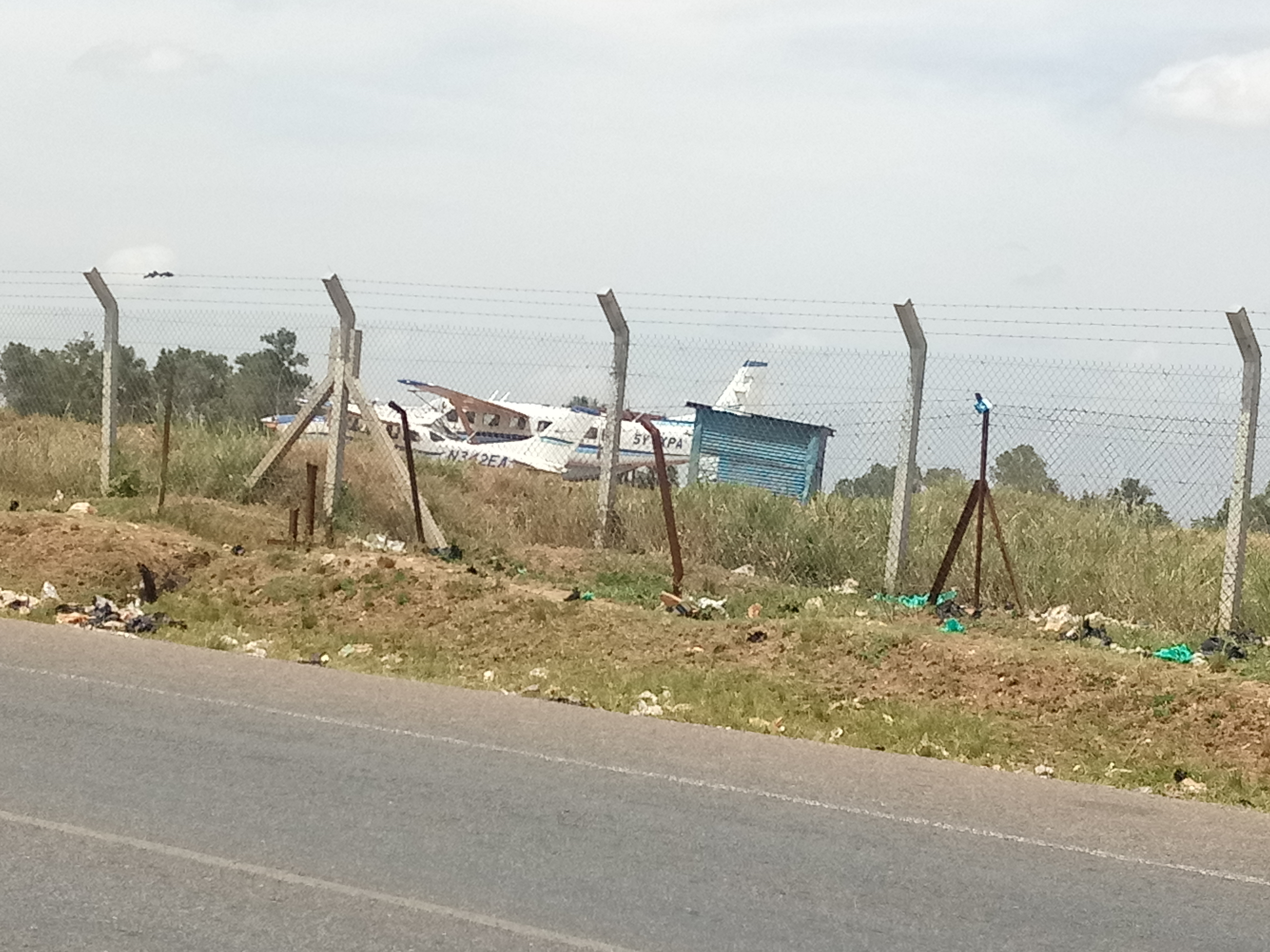
Het vliegveld